# شوتوگورکا
شوتوگورکا (به لاتین: Shotogorka) یک منطقهٔ مسکونی در روسیه است که در استان آرخانگلسک واقع شده‌است.